# Official Live: 101 Proof
Official Live: 101 Proof är ett livealbum av det amerikanska metalbandet Pantera, utgivet i juli 1997. Det innehåller även två nya, studioinspelade spår, "Where You Come From" och "I Can't Hide".
Albumet nådde 15:e plats på Billboard 200.

## Låtlista
1. "New Level" - 4:24
2. "Walk Pantera" - 5:50
3. "Becoming" - 3:59
4. "5 Minutes Alone" - 5:36
5. "Sandblasted Skin" - 4:29
6. "Suicide Note, Pt. 2" - 4:20
7. "War Nerve" - 5:21
8. "Strength Beyond Strength" - 3:37
9. "Dom/Hollow" - 3:43
10. "This Love" - 6:57
11. "I'm Broken" - 4:27
12. "Cowboys from Hell" - 4:35
13. "Cemetery Gates" - 7:53
14. "Hostile" - 3:56
15. "Where You Come From" - 5:11
16. "I Can't Hide" - 2:16

## Medverkande
- Phil Anselmo - sång
- Dimebag Darrell - gitarr
- Rex Brown - bas
- Vinnie Paul - trummor